# Cyrtodactylus tiomanensis
Espèce
Cyrtodactylus tiomanensis est une espèce de geckos de la famille des Gekkonidae.

## Répartition
Cette espèce est endémique de Tioman au Pahang en Malaisie.

## Étymologie
Son nom d'espèce, composé de tioman et du suffixe latin -ensis, « qui vit dans, qui habite », lui a été donné en référence au lieu de sa découverte.

## Publication originale
- Das & Lim, 2000 : A new species of Cyrtodactylus (Sauria: Gekkonidae) from Pulau Tioman. The Raffles Bulletin of Zoology, vol. 4, n. 2, p. 223-231 (texte intégral).